# Ceromitia descripta
Ceromitia descripta là một loài bướm đêm thuộc họ Adelidae. Loài này có ở Nam Phi.